# Чэнь Миньи
Чэнь Миньи (кит. 陈敏仪; род. 1 октября 1990 года, Дунгуань, Гуандун, Китай) — китайская лучница-паралимпийка. Многократная чемпионка Паралимпийских игр.

## Биография
Начала заниматься стрельбой из лука в 2009 году в Дунгуане.
В 2021 году стала двукратной чемпионкой Паралимпийских игр-2020 в Токио. В женском турнире (класс W1) была первой в квалификации, установив рекорд Паралимпийских игр — 640 очков. Затем в четвертьфинале победила японку Айко Окадзаки, в полуфинале — американку Лизу Корьелл, в финале — чешку Шарку Мусилову. В командном турнире (класс W1) выступала вместе с Чжан Тяньсинем. В квалификации они установили мировой рекорд (1290 очков). В полуфинале победили россиян Елену Крутову и Алексея Леонова, в финале — чехов Шарку Мусилову и Давида Драгонинского.
В 2024 году в Париже вновь победила на Паралимпийских играх в классе W1 и в индивидуальном женском, и в смешанном командном турнире. В женском турнире в квалификации с результатом 650 очков Чэнь Миньи была второй. В четвертьфинале победила американку Трейси Отто, в полуфинале — южнокореянку Ким Ок Гым, в финале — чешку Шарку Мусилову. В командном турнире выступала вновь вместе с Чжан Тяньсинем. В квалификации китайцы были первыми, установив новый Паралимпийский рекорд 1324 очка. В полуфинале победили южнокорейцев Ким Ок Гым и Пак Хон Чо, в финале — чехов Шарку Мусилову и Давида Драгонинского.